# Acanthochelys
Acanthochelys é um género de cágados da família Chelidae que habita a América do Sul.

## Espécies
- Acanthochelys macrocephala (Rhodin, Mittermeier & McMorris, 1984)
- Acanthochelys pallidipectoris (Freiberg, 1945)
- Acanthochelys radiolata (Mikan, 1820)
- Acanthochelys spixii (Duméril & Bibron, 1835)[2]

## Distribuição
As quatro espécies deste gênero são encontradas em lagos e pântanos do Uruguai, Brasil, Paraguai, Bolívia e Argentina.